# (7999) Nesvorný
(7999) Nesvorný es un asteroide perteneciente al cinturón de asteroides, región del sistema solar que se encuentra entre las órbitas de Marte y Júpiter.
Fue descubierto el 11 de septiembre de 1986 por Edward Bowell desde la estación Anderson Mesa en el observatorio Lowell.

## Designación y nombre
Nombrado en honor a David Nesvorný (n. 1969), un dinámico checo, actualmente en la Universidad de São Paulo, que ha contribuido a importantes descubrimientos recientes sobre los efectos caóticos en el cinturón de planetas menores, su papel en el agotamiento de las brechas resonantes, dando forma a la actual población del cinturón y el suministro de objetos que cruzan Marte. En particular, Nesvorný estudió tanto analítica como numéricamente los efectos de resonancias de tres cuerpos hasta ahora no estudiados y procesos lentos similares a la difusión.

## Características orbitales
(7999) Nesvorný está situado a una distancia media del Sol de 3,049 ua, pudiendo alejarse hasta 3,317 ua y acercarse hasta 2,781 ua. Su excentricidad es 0,088 y la inclinación orbital 11,689 grados. Emplea 1944,38 días en completar una órbita alrededor del Sol.
Los próximos acercamientos a la órbita de Júpiter ocurrirán el 29 de mayo de 2044, el 2 de diciembre de 2092 y el 7 de enero de 2151.

## Características físicas
La magnitud absoluta de (7999) Nesvorný es 12,51. Tiene 25,143 km de diámetro y su albedo se estima en 0,044.